# 후회이론
후회이론은 이론경제학분야의 이론으로서 불확실성상황하에서 결정을 할 때, 최선의 행동 방침에 대한 정보가 향후 결정을 변경하는데 영향을 미칠 수 있다는 것을 제시한다. 이러한 심리적 후회가 경제적 효용에 영향을 미치는 과정과 논리를 수리적으로 증명한 이론이다.

## 개요
후회이론은 1982년 그레이엄 룸스와 로버트 서젠, 데이비드 E. 벨, 피터 C. 피시번이 동시에 개발한 이론경제학의 한 모델이다.
후회이론에서는 효용함수에 후회를 고려하여 포함한다. 부정적으로 실현된 결과와 긍정적인 최선의 대안 결과를 통해 불확실성하에서의 해답을 찾는다. 후회이론의 효용함수에서 후회는 일반적으로 전통적인 효용지수를 제외하며 연속적이고 음의 값이 아닌 변수이다.

## 같이 보기
- 결정 이론
- 손실 함수
- 최소극대화